# Шехсувар-султан

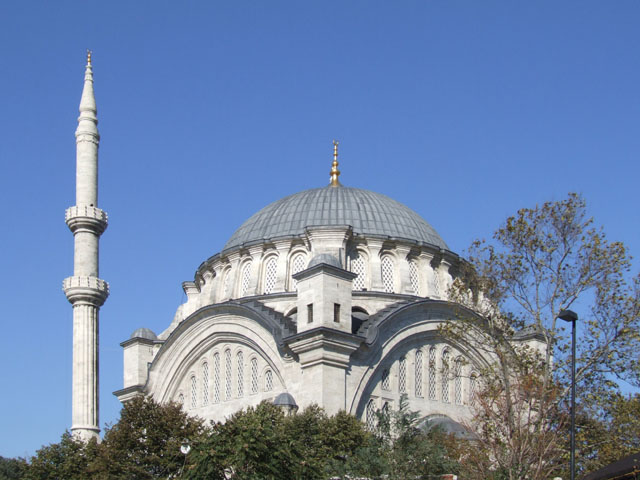
Мечеть Нуруосманіє, у якій похована Шехсувар-султан.

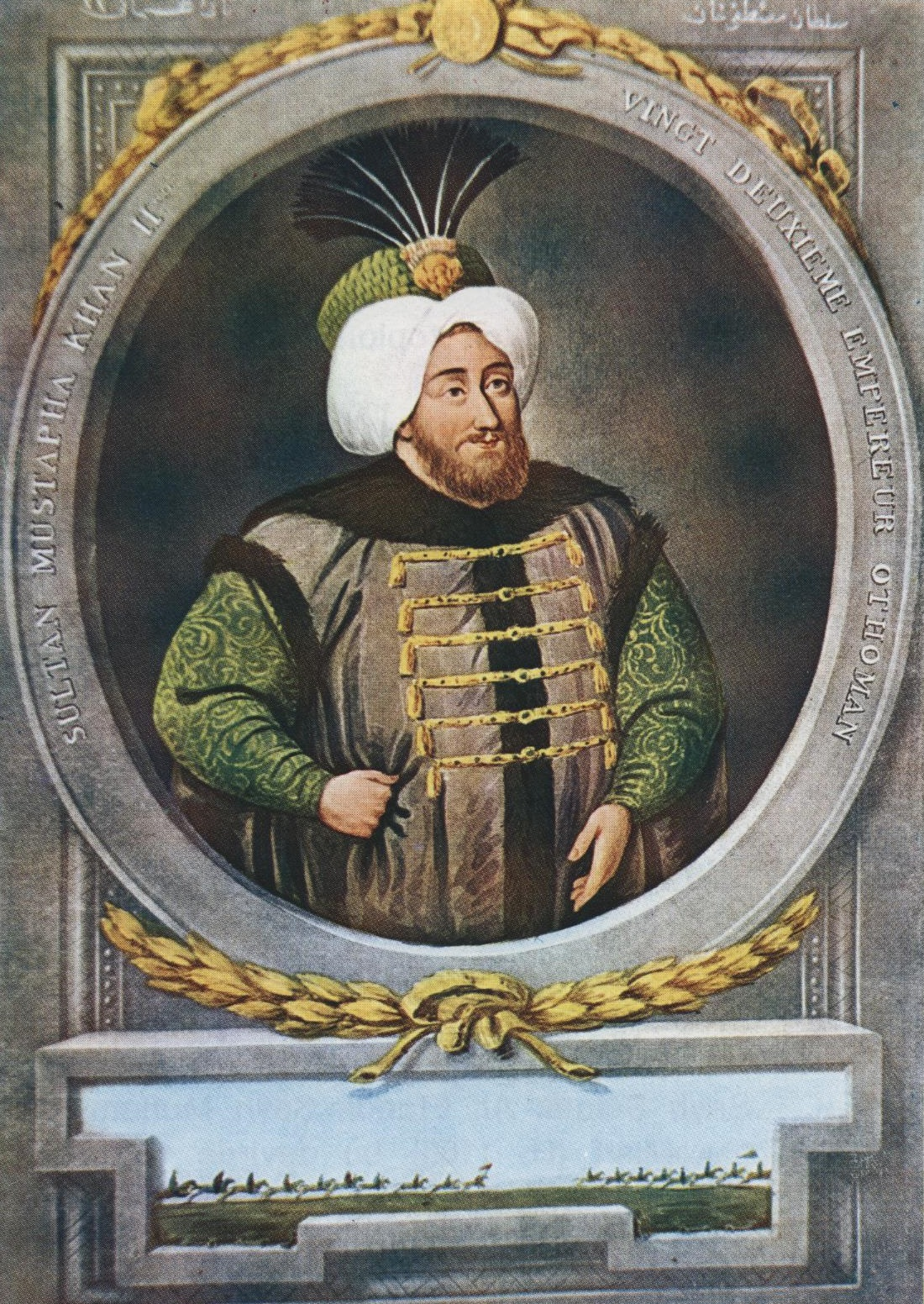
Чоловік — Мустафа II

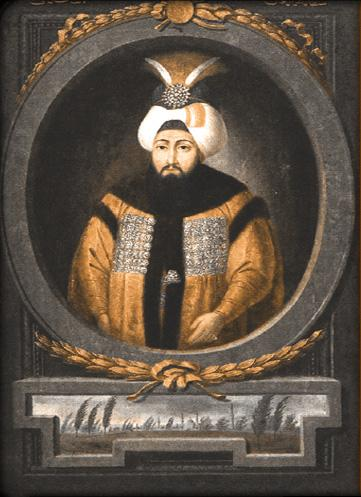
Син — Осман III

Шехсувар-султан (1682 — 16 — 27 квітня 1756, Османська імперія) — наложниця османського султана Мустафи II та матір його спадкоємця Османа III, валіде-султан.

## Біографія
Християнське ім'я-Марія. Була російського або сербського походження .Захоплена у полон татарами, які передали її як калим у гарем турецького хана. 
Більшу частину свого життя провела у Старому палаці, куди переїхала після смерті її чоловіка, султана Мустафи ІІ. На той час її сину Осману виповнилося лише 4 роки. У Старому палаці син Шехсувар-султан перебував під пильним наглядом гаремних служників у повній ізоляції від світу, як того вимагали правила «золотої клітки». Матері не дозволяли його відвідувати через офіційну заборону. Через те, що більшу частину свого життя Осман утримувався в досить вологій та брудній кімнаті, він був слабким та хворим. Понад те, мав проблеми з психікою. Коли у майже 56 років став султаном, запам'ятався ненавистю до музики й музиків, яких наказав вигнати зі свого палацу. Також він зневажав жінок та жіноче товариство. Тому носив спеціальні підковані цвяхами черевики, щоб служниці палацу тікали подалі, зачувши його наближення.
Два роки була валіде-султан. Померла 27 квітня 1756 року. Похована у мавзолеї  Шехсувар-султан у мечеті Нуруосманіє, добудованої її сином.